# Titulcia (municipio romano)

Mapa de los territorios tribales prerromanos de Castilla-La Mancha y Madrid

Titulcia fue un asentamiento romano dentro de la provincia Tarraconense. En el siglo III aparece relacionada como mansio en la Vía XXIV del Itinerario de Antonino, entre las plazas de Miaccum y Complutum, y en la Vía XXV, entre las plazas de Toletum y Complutum.[cita requerida]
Se ha identificado tradicionalmente con la localidad de Titulcia, en la provincia de Madrid, aunque existen discrepancias y hay quien la sitúa en el municipio de Móstoles.[cita requerida]

## Excavaciones
En octubre de 2009 un equipo de arqueólogos encontró un plato de oro y plata datado entre los siglos IV y III a. C., denominado la Pátera de Titulcia o, popularmente, Medusa de Titulcia. El plato fue atribuido a la cultura de los carpetanos.